# العلاقات السيشلية الفيتنامية
العلاقات السيشلية الفيتنامية هي العلاقات الثنائية التي تجمع بين سيشل وفيتنام.

## مقارنة بين البلدين
هذه مقارنة عامة ومرجعية للدولتين:
| وجه المقارنة                                              | سيشل                                                | فيتنام           |
| --------------------------------------------------------- | --------------------------------------------------- | ---------------- |
| المساحة (كم2)                                             | 459                                                 | 331.69 ألف       |
| عدد السكان (نسمة)                                         | 95.84 ألف                                           | 94.66 مليون      |
| الكثافة السكانية (ن./كم²)                                 | 20.88 ألف                                           | 285.39           |
| العاصمة                                                   | فيكتوريا                                            | هانوي            |
| اللغة الرسمية                                             | لغة فرنسية، لغة إنجليزية، اللغة الكريولية السيشيلية | اللغة الفيتنامية |
| العملة                                                    | روبية سيشلية                                        | دونغ فيتنامي     |
| الناتج المحلي الإجمالي (بليون دولار)                      | 1.49 مليار                                          | 234.19 مليار     |
| الناتج المحلي الإجمالي (تعادل القوة الشرائية) بليون دولار | 2.54 مليار                                          | 553.42 مليار     |
| الناتج المحلي الإجمالي الاسمي للفرد دولار أمريكي          | 15.48 ألف                                           | 2.48 ألف         |
| الناتج المحلي الإجمالي للفرد دولار أمريكي                 | 26.42 ألف                                           | 5.63 ألف         |
| مؤشر التنمية البشرية                                      | 0.772                                               | 0.666            |
| رمز المكالمات الدولي                                      | +248                                                | +84              |
| رمز الإنترنت                                              | .sc                                                 | .vn              |
| المنطقة الزمنية                                           | ت ع م+04:00                                         | ت ع م+07:00      |

## مدن متوأمة
في ما يلي قائمة باتفاقيات التوأمة بين مدن سيشلية وفيتنامية:
- ترتبط فيكتوريا مع هانوي باتفاقية توأمة.

## منظمات دولية مشتركة
يشترك البلدان في عضوية مجموعة من المنظمات الدولية، منها:
| علم المنظمة | اسم المنظمة                        | تاريخ انضمام سيشل | تاريخ انضمام فيتنام |
| ----------- | ---------------------------------- | ----------------- | ------------------- |
|             | يونسكو                             | 18 أكتوبر 1976    | 6 يوليو 1951        |
|             | وكالة ضمان الاستثمار متعدد الأطراف | 15 سبتمبر 1992    | 5 أكتوبر 1994       |
|             | الأمم المتحدة                      | 21 سبتمبر 1976    | 20 سبتمبر 1977      |
|             | الفريق المعني برصد الأرض           | ?                 | ?                   |
|             | الاتحاد البريدي العالمي            | ?                 | ?                   |
|             | البنك الدولي للإنشاء والتعمير      | 29 سبتمبر 1980    | 21 سبتمبر 1956      |
|             | الاتحاد الدولي للاتصالات           | 17 سبتمبر 1999    | 24 سبتمبر 1951      |
|             | منظمة حظر الأسلحة الكيميائية       | 29 أبريل 1997     | ?                   |
|             | مؤسسة التمويل الدولية              | 11 يونيو 1981     | 4 أغسطس 1967        |
|             | منظمة الشرطة الجنائية الدولية      | 1 سبتمبر 1977     | ?                   |

## وصلات خارجية
- موقع وزارة الخارجية السيشلية
- موقع وزارة الخارجية الفيتنامية